# Håpträsket
Håpträsket är en sjö i Malå kommun i Lappland och ingår i Umeälvens huvudavrinningsområde. Sjön har en area på 0,393 kvadratkilometer och ligger 358 meter över havet. Håpträsket ligger i Vindelälven Natura 2000-område.

## Delavrinningsområde
Håpträsket ingår i det delavrinningsområde (723803-161864) som SMHI kallar för Utloppet av Bulven. Medelhöjden är 380 meter över havet och ytan är 10,13 kvadratkilometer. Räknas de 2 avrinningsområdena uppströms in blir den ackumulerade arean 28,57 kvadratkilometer. Mattjokbäcken (Kvarnbäcken) som avvattnar avrinningsområdet har biflödesordning 3, vilket innebär att vattnet flödar genom totalt 3 vattendrag innan det når havet efter 255 kilometer. Avrinningsområdet består mestadels av skog (60 procent) och sankmarker (25 procent). Avrinningsområdet har 0,79 kvadratkilometer vattenytor vilket ger det en sjöprocent på 7,8 procent.